# 가족연애사 2
《가족연애사 2》는 2007년 1월 5일부터 2007년 1월 26일까지 OCN에서 방영된 TV 영화이다.

## 줄거리
한 가정의 3형제를 중심으로 벌어지는 연애 이야기를 담은 섹시 코미디물.

## 등장 인물

### 주요 인물
- 한상규 : 상규 역 - 삼형제 중 첫째
- 윤기원 : 상원 역 - 삼형제 중 둘째
- 한태수 : 상수 역 - 삼형제 중 셋째
- 이의정 : 의정 역
- 최상학 : 상학 역

### 그 외 인물
- 김양출

## 방영 목록
| 회차 | 방송일자        | 제목                     |
| ---- | --------------- | ------------------------ |
| 1화  | 2007년 1월 5일  | 침대 인터뷰 사건         |
| 2화  | 2007년 1월 5일  | 무녀를 사랑했네          |
| 3화  | 2007년 1월 12일 | 매혹적인 그러나 치명적인 |
| 4화  | 2007년 1월 12일 | 화상아 화상아            |
| 5화  | 2007년 1월 19일 | 사요나라 사요나라        |
| 6화  | 2007년 1월 19일 | 즐겁게 춤을 추다가       |
| 7화  | 2007년 1월 26일 | 악녀라도 괜찮아          |
| 8화  | 2007년 1월 26일 | 나의 사랑 나의 신부      |